# Yamaha MM6

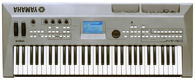

MM6 - to syntezator produkowany od 2007 roku przez firmę Yamaha. 

## Historia
W ofercie firmy Yamaha od kilku lat brakowało nisko-budżetowego syntezatora. Korg wyprodukował serię Micro, a Roland - Juno. Yamaha wypuściła MM6 razem z Motif'em XS na NAMM 2007. Rok później, pojawiła się większa wersja - MM8.

## Opis

### Modele
- MM6 - 61 klawiszy z efektem Initial Touch
- MM8 - 88 klawiszy z Ballanced Hammer i Initaial Touch.

#### Yamaha MM6

##### Ekran i klawiatura
Yamaha MM6 posiada 61 klawiszy z efektem Initial Touch i tak samo jak wyższy model MO6, nie wyposażono go w Aftertouch. Ekran MM6 posiada taką samą rozdzielczość jak w Motif'ie XS - 320x240 pikseli; o przekątnej około 4.3". Wyświetlacz ten to podświetlany na niebiesko LCD z opcją dostosowywania kontrastu.

##### Możliwości techniczne
MM6 ma 418 brzmień fabrycznych, pochodzących z modelu Motif i 22 zestawy perkusyjne, 128 brzmień GM i 1 perkusja. Dla użytkownika jest 8 banków po 8 miejsc. MM6 oferuje 32-głosową polifonię, czyli standardową dla instrumentów tej klasy. W skład efektów tego instrumentu wchodzi: 25 typów "reverb", 30 "chorus" i 5 "master EQ". MM6 oferuje 213 przebiegów Arpegio. Próbki w tym instrumencie zajmują 70MB. Do MM6 podłączyć można dysk zewnętrzny (pendrive) poprzez port USB (to device), a sam instrument można podłączyć do komputera (USB to host). MM6 posiada również 2 złącza MIDI (In, Out), dwa wyjścia (L/mono i R), oraz do podłączenia kontrolerów nożnych ("foot controller" i "sustain").

#### Yamaha MM8
MM8, od swojego mniejszego brata różni się jedynie inną klawiaturą - 88 klawiszy ważonych, z efektem Ballanced Hammer i Initial Touch. Również obudowa wygląda nieco inaczej; ma bardziej "wypukły" kształt.

## Konkurencja i instrumenty pokrewne
Instrumenty konkurencyjne, do serii MM, to np. Korg X50, Roland Juno-Di. Syntezatory pokrewne z MM to Motif, MO.

## Ceny w Polsce i za granicą
4 lata po premierze, w Polsce, MM6 można kupić za około 2100 zł. MM8 można nabyć za 4500 zł. W Niemczech koszt MM6 to 541 euro.